# Circondario di Lanciano
Il circondario di Lanciano era uno dei tre circondari in cui era suddivisa la provincia di Chieti.

## Storia
Con l'Unità d'Italia (1861) la suddivisione in province e circondari stabilita dal decreto Rattazzi fu estesa all'intera penisola.
Il circondario di Lanciano venne soppresso nel 1926 e il territorio rimase interamente nella provincia di Chieti.

## Suddivisione amministrativa all'atto dell'istituzione (1861)
All'atto di istituzione il circondario comprendeva 8 mandamenti ulteriormente suddivisi in 39 comuni:
- Mandamento di Lanciano, con i comuni di Frisa, Mozzagrogna, Santa Maria Imbaro, Fossaceca e Treglio
- Mandamento di Ortona, con i comuni di San Vito e Crecchio
- Mandamento di Orsogna, con i comuni di Castelnuovo e Sant'Eusanio
- Mandamento di Casoli, con i comuni di Palombaro, Altino e Roccascalegna
- Mandamento di Lama, con i comuni di Fara San Martino, Civitella e Taranta
- Mandamento di Palena, con i comuni di Lettopalena, Colledimacine, Gamberale e Pizzoferrato
- Mandamento di Villa Santa Maria, con i comuni di Roio, Pennadomo, Buonanotte, Montelapiano, Fallo, Civitaluparella, Quadri, Borrello e Rosello
- Mandamento di Torricella, con i comuni di Gessopalena, Fallascoso e Montenerodomo

## Variazioni amministrative
1863
- Fossaceca ridenominata Fossacesia
- San Vito ridenominata San Vito Chietino
- Castelnuovo ridenominato Castel Trentano
- Sant'Eusanio ridenominato Sant'Eusanio del Sangro
- Lama ridenominata Lama dei Peligni
- Civitella ridenominata Civitella Messer Raimondo
- Roio ridenominata Roio del Sangro
- Torricella ridenominata Torricella Peligna

1864
- Castel Trentano ridenominato Castel Frentano

1881
- Taranta ridenominata Taranta Peligna